# Bufo balearicus
Bufo balearicus (danh pháp đồng nghĩa: Bufotes balearicus, và Pseudepidalea balearica) là một loài cóc thuộc họ Bufonidae. Loài này sinh sống ở vùng đất thấp nhưng cũng được tìm thấy ở độ cao lên đến 1.300 m (4.300 ft) asl ở trung bộ Italia.

## Phân bố

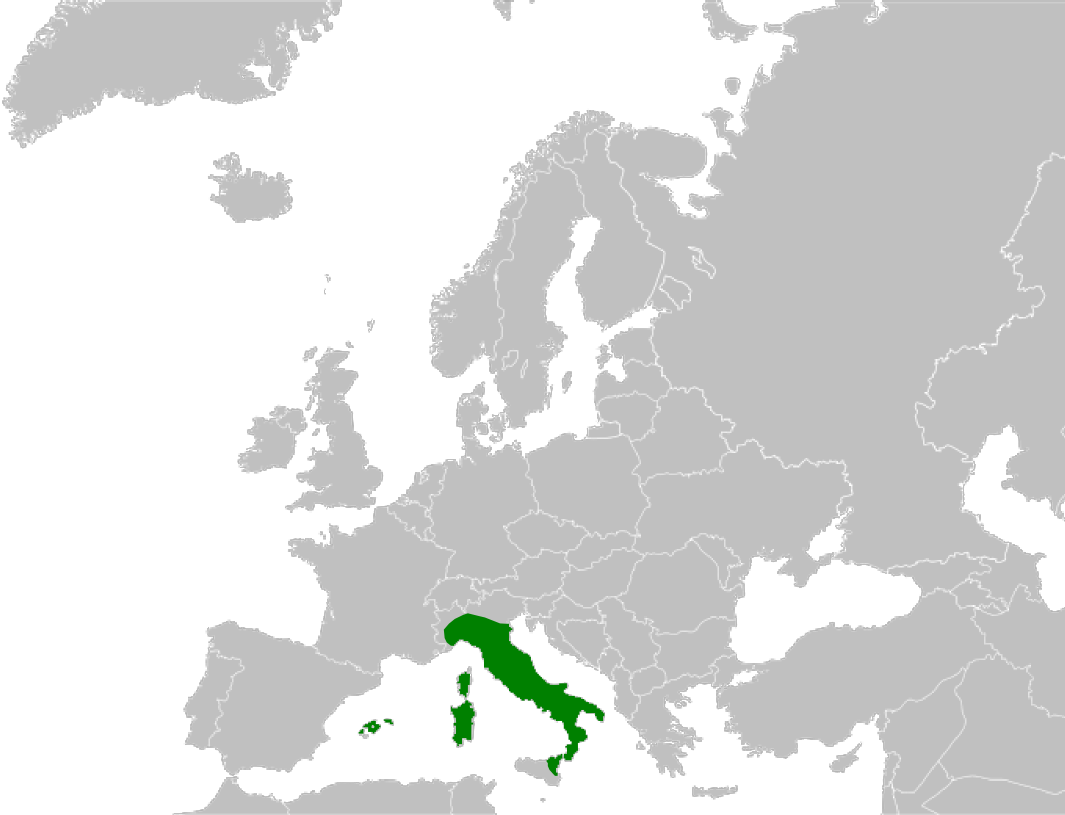
Phạm vi phân bố

Đây là loài bản địa của Ý (nó sống trên khắp các vùng trừ cực đông bắc, đông nam và tây nam) và Corsica. Nó có lẽ đã được du nhập đến quần đảo Baleares từ thời xa xưa, nơi nó đang bị suy giảm số lượng.

## Phân loại
Bufo balearicus và Bufo viridis từng được xem là một loài, nhưng nghiên cứu di truyền hiện nay cho thấy đây là hai loài riêng biệt.